# Космический полёт
Космический полёт — путешествие или транспортировка в или через космос. Чёткая граница между Землёй и космосом отсутствует, и Международной авиационной федерацией была принята границей высота в 100 км от поверхности Земли (линия Кармана). Чтобы на такой высоте летательный аппарат летел благодаря действию аэродинамических сил, необходимо иметь первую космическую скорость, что делает полёт скорее орбитальным, чем аэродинамическим. Классическое разделение между авиа- и космическим полётами всё больше размывается благодаря развитию суборбитальных космических кораблей и орбитальных самолётов.

Первый человек, полетевший в космос — советский космонавт Юрий Гагарин. 12 апреля 1961 года на космическом корабле «Восток», запущенном с космодрома «Байконур», он совершил полет по орбите вокруг Земли, 108 минут находясь в космосе, и успешно вернулся на родную планету.

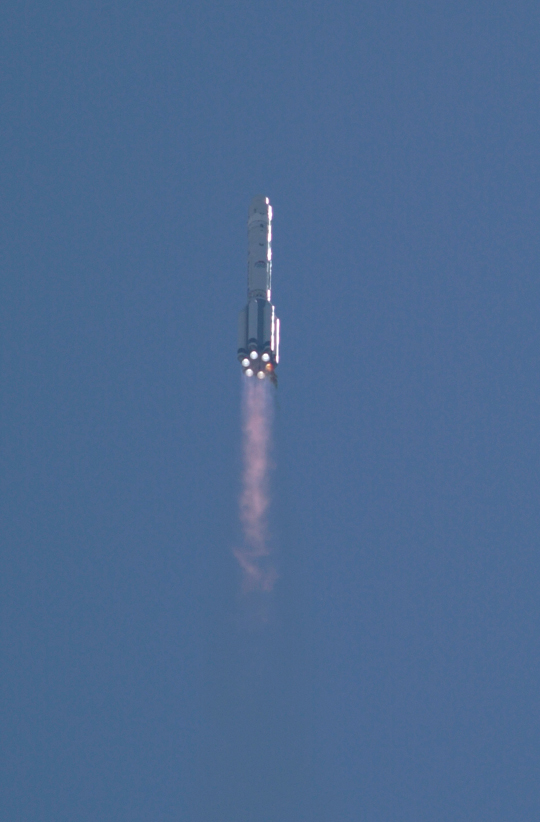
Ракета-носитель «Протон» выводит на орбиту модуль МКС «Звезда» в 2000 году.

## История
Хотя представление о путешествиях к Луне, планетам и звёздам существовало давно, лишь в XX веке с развитием ракетной техники, которая обеспечивала бы необходимое ускорение для покидания планеты, это стало возможным и является единственным способом. Возможно, первым, кто указал на пригодность ракеты для путешествий в безвоздушном пространстве, был шотландский астроном Уильям Лейтч. В 1861 году он написал эссе «A Journey Through Space», которое было в 1862 году опубликовано в его книге «God’s Glory in the Heavens». В 1881 году Николай Иванович Кибальчич выдвинул идею ракетного летательного аппарата с качающейся камерой сгорания для управления вектором тяги. За несколько дней до казни Кибальчич разработал оригинальный проект летательного аппарата, способного совершать космические перелёты.

### Теоретические начала и ракеты-пионеры
Впервые теоретические аспекты космических полётов исследовал русский учёный Константин Циолковский, который сформулировал основные математические положения ракетных двигателей и вывел формулу Циолковского.
Революционер Николай Кибальчич, находясь в тюрьме, разработал оригинальный проект пилотируемого ракетного летательного аппарата. В проекте Кибальчич рассмотрел устройство ракетного двигателя, управление полётом путём изменения угла наклона двигателя, программный режим горения и многие другие научные аспекты. Кибальчич размышлял над проблемами управления полетом летательного аппарата и обеспечения его устойчивости с помощью крыльев-стабилизаторов, анализировал способы торможения аппарата в атмосфере при спуске. обосновал выбор рабочего тела и источника энергии космического летательного аппарата. Материалы по разработке проекта его ракетного двигателя были опубликованы лишь в 1918 году.
Немец Герман Оберт также установил в 1923 году основное уравнение ракетной техники и показал с помощью концепции многоступенчатой ракеты как Циолковский, как можно вывести выгодно бо́льший полезный груз на желаемую орбиту.
Первым упомянутым инженером и учёным был американец Роберт Годдард, который в 1910 году разработал маленький ракетный двигатель. В 1926 году ему удалось запустить первый жидкотопливный ракетный двигатель. Ещё ранее активным был в этой области астроном и пионер ракетной техники из Больцано, Макс Валье. Он сделал первые европейские эксперименты с жидким топливом и построил автомобиль с ракетным двигателем, который ныне находится в немецком музее. При испытаниях в Берлине взорвалась камера сгорания, и металлический осколок убил 35-летнего инженера.
Изучение основ ракетостроения отдельных людей было до начала 1930-х фундаментом для развития новых технологий, которые только в совокупности военного интереса и государственного финансирования могли развиться. Большая часть развития космонавтики принадлежит Вернеру фон Брауну из Пенемюнде в 1934 году и Фау-2 (образец для многих советских и американских ракет) до Сатурна-5 с высадкой на Луну в 1969—1972 годах.
Кроме технических основ, появились и астрономические знания небесной механики, которые явились предпосылками к космическим полётам.

### Армия и промышленность

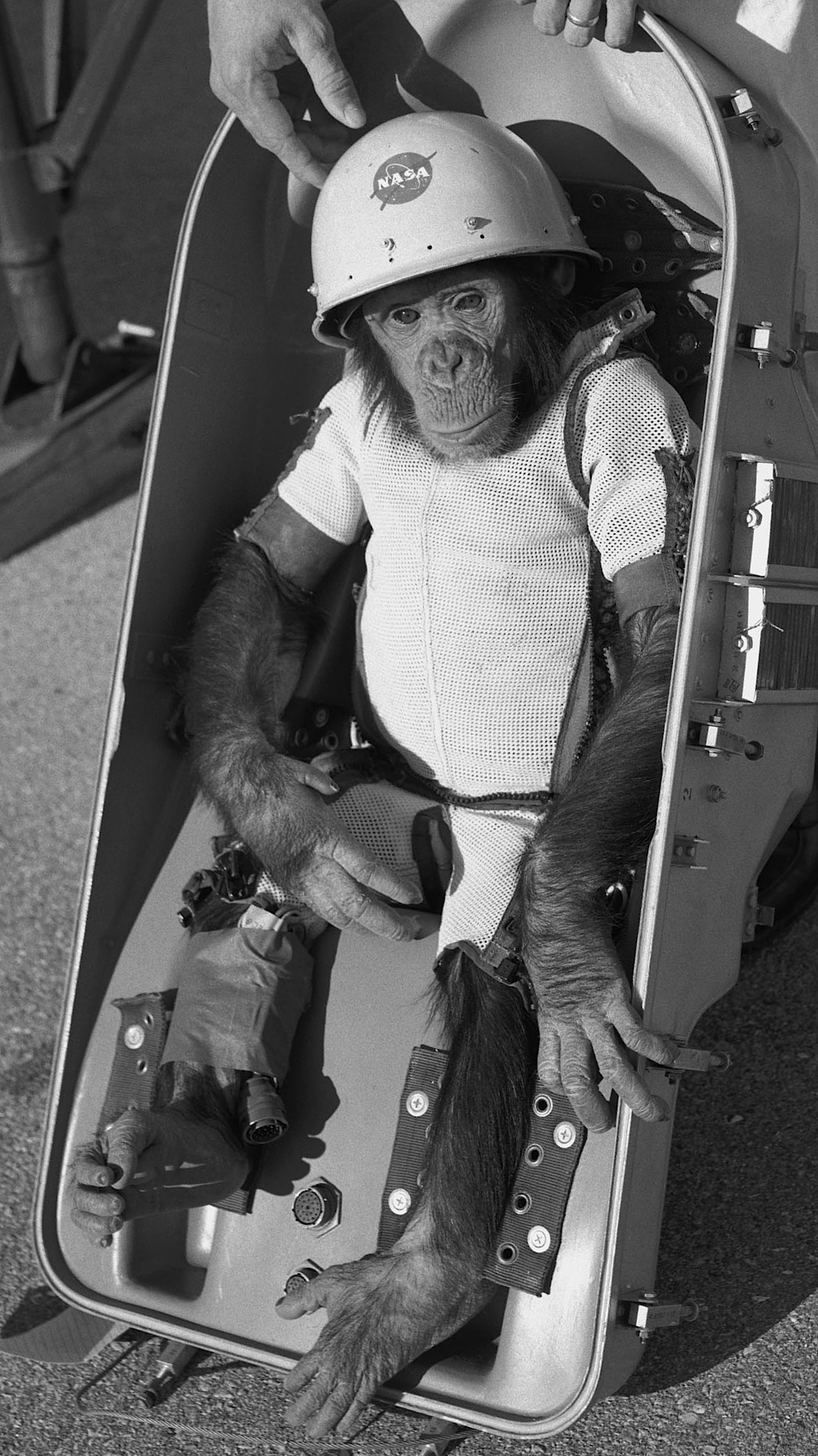
44-месячный шимпанзе 31 января 1961 года, участвовавший в программе «Меркурий»

Развитие космической техники сначала используют в немецком рейхе, который видит в новой технологии возможность обхода Версальского договора. До начала Второй мировой войны так появились исследовательские и производственные комплексы в Пенемюнде под руководством Вернера фон Брауна, где появляется ракета Фау-2. Она стала первой тяжёлой управляемой ракетой в мире, прежде всего использовавшейся против Лондона и Антверпена. Этот тип ракет на основе относительной точности и чрезвычайно плохого отношения цены и разрушительной способности был неправильным решением с военно-экономической точки зрения. Военные стратеги и политики СССР и США увидели потенциал ракетной техники, который прежде всего был в том, что ракеты практически невозможно было перехватить или обнаружить, и из занятой Германии вывезли не только устройства и чертежи, но и производственные секреты. С этого уже в последние дни Второй мировой войны началась космическая гонка между двумя странами, которая должна была продолжиться следующие десятилетия. После войны как полноценные ракеты, так и производственное оборудование и многочисленные учёные и инженеры, были доставлены в США и СССР, которые сформировали там основу ракетостроения на ближайшие десятилетия.

### Космическая гонка во время Холодной войны
В наступающую Холодную войну космические полёты прежде всего имели массовое психологическое и пропагандистское значение. Наряду с несомненным военным значением они стали восприниматься современниками в качестве мерной линейки мощности и прогрессивности двух конкурирующих стран.
Вследствие так называемого «спутникового кризиса» в октябре 1957 года американская общественность осознала, что СССР почти полностью ликвидировал технологическое отставание. С этого момента США также стали всемерно поддерживать космонавтику, и так началась явная космическая гонка. Советская космическая программа была во многих направлениях первооткрывателем. Она привела через месяц после запуска Спутника-1 к запуску впервые в мире спутника с живым существом на борту в космос — собаки Лайка. 12 апреля 1961 года Юрий Гагарин стал первым человеком полетевшим в космос, обогнув Землю, а спутники Луна-2 и Луна-9 первыми выполнили в 1959 году жёсткую и в 1966 году мягкую посадки на Луну соответственно. Против этого при президенте Кеннеди США сосредотачивают усилия на пилотируемом полёте к Луне, который 20 июля 1969 года с полумиллиардом телезрителей был, вероятно, самым большим медиасобытием Холодной войны в то время.
Хотя гражданское ведомство космической программы НАСА стояло и до сих пор стоит в центре общественного внимания, основное её развитие — исключительно престижные военные проекты. Около трёх четвертей искусственных спутников до сегодняшнего дня служили для военных целей; США с 1959 года имели в распоряжении спутники-шпионы, с 1960 года — метеоспутники, навигационные и спутники дальнего обнаружения.
СССР доводил свои начатые уже в 1960-х исследования манёвров стыковки, долгосрочных полётов, выходов в открытый космос космонавтов на первой космической станции Салют-1 до совместных учений космических стыковок с США в 1975 году и, наконец, до постоянно обитаемой космической станции Мир.

### Сотрудничество и глобализация в космонавтике

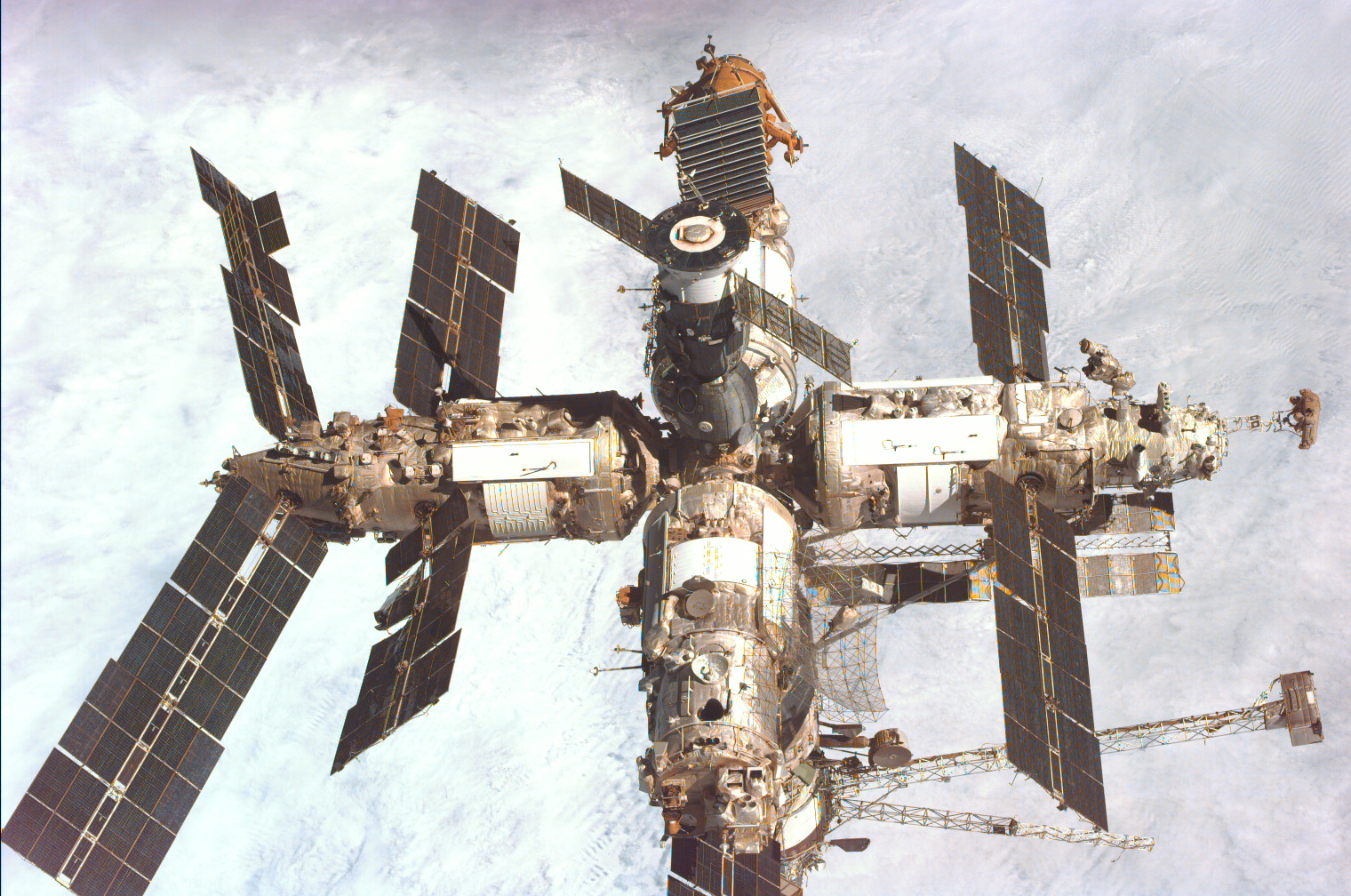
Космическая станция «Мир»

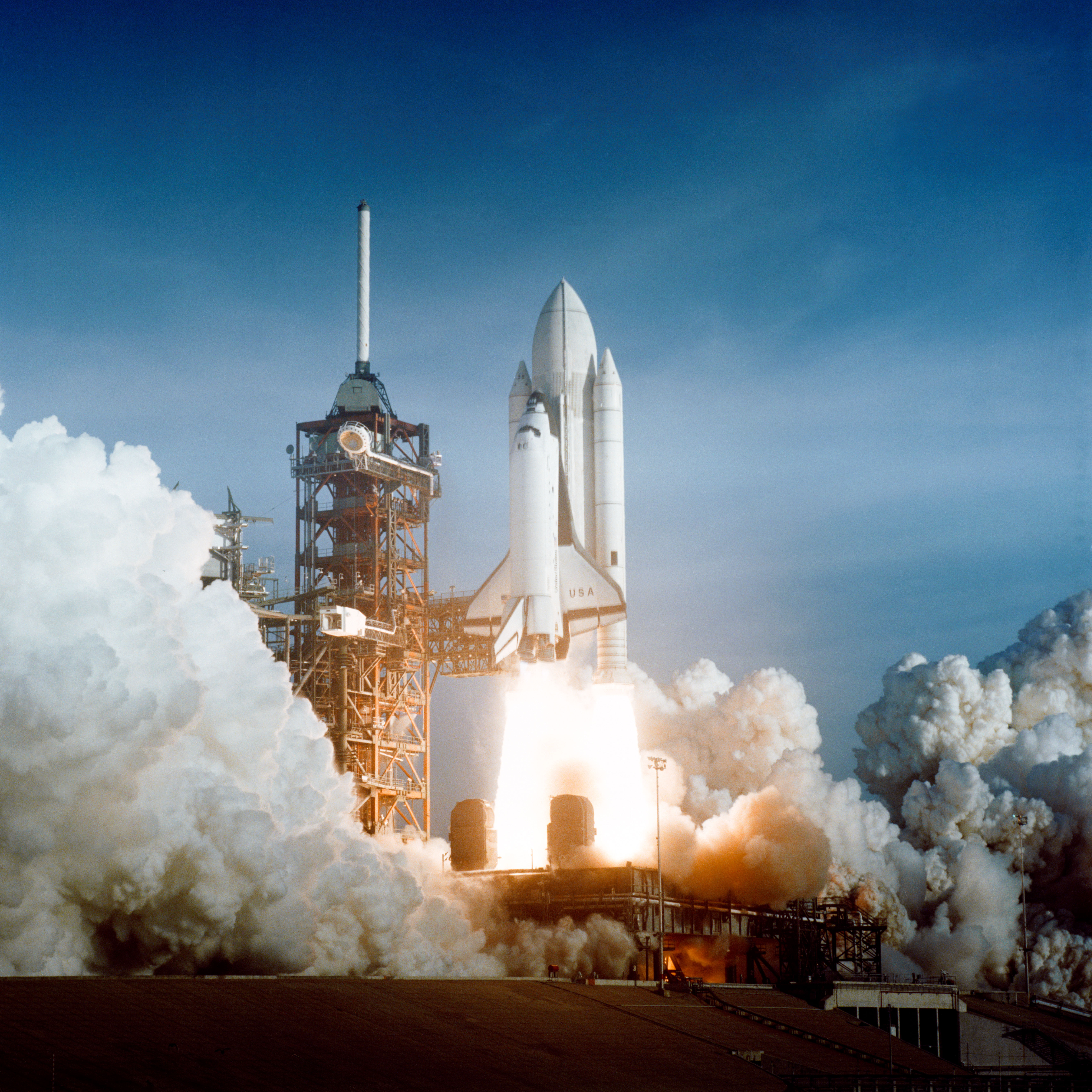
Шаттл «Колумбия»

В рамках международного сотрудничества российскую станцию «Мир» посещали астронавты США и других стран, доставляемые на борт советскими кораблями «Союз» и американскими Спейс шаттл.
С развалом СССР и нехваткой финансирования возникла потребность в партнёрских отношениях, так на основе проекта «Мир-2» возникла Международной космической станции, чей первый модуль «Заря» («Салют-9») был изготовлен Россией по заказу американской компании Боинг и запущен 20 ноября 1998 года. После закрытия программы Спейс шаттл в 2011 году, связанной с дорогим обслуживание космических кораблей этой серии и высокой степенью рисков эксплуатации, связанной с авариями шаттлов «Колумбия» и «Челленджер», всех космонавтов на орбиту до 2020 года доставляли российские корабли серии «Союз». С 2020 года на МКС стал летать и Crew Dragon — первый частный пилотируемый корабль, американской фирмы SpaceX.

### Хронология
- 3 октября 1942 года: Фау-2 — первый объект, сконструированный человеком, который подошёл к границе атмосферы (85 км). Другая ракета должна была достигнуть высоты в 120 километров. Американцы в 1946 году с помощью позаимствованной немецкой ракеты Фау-2 достигают высоты 187 километров. Первую космическую скорость, необходимую для выхода на орбиту, невозможно было достигнуть на Фау-2.
- 4 октября 1957 года: первый искусственный спутник Земли — Спутник-1.
- 3 ноября 1957 года: первый спутник Спутник-2 с живым существом на борту — собакой Лайка.
- 13 сентября 1959 года: первый спутник достигший поверхности Луны — Луна-2.
- 7 октября 1959 года: Луна-3 фотографирует обратную сторону Луны.
- 19 августа 1960 года: Спутник-5 в первый раз возвращается на Землю с 2 живыми существами на борту — собаками Белкой и Стрелкой.
- 12 апреля 1961 года: Юрий Гагарин становится первым человеком совершившим полёт в космос, обогнув Землю на Востоке-1.
- 5 мая 1961 года: Алан Шепард становится первым американцем, побывавшем в космосе, совершив суборбитальный полёт по параболической траектории продолжительностью меньше минуты.
- 11-12 августа 1962 года: Андриян Николаев на Востоке-3 и Павел Попович на Востоке-4 совершают первый в мире групповой космический полёт. Максимальное сближение — 6,5 км.
- 16 июня 1963 года: Валентина Терешкова стала первой женщиной, побывавшей в космосе. Полёт совершила на Востоке-6.
- 18 марта 1965 года: Алексей Леонов покидает корабль Восход-2 и становится первым человеком, вышедшим в открытый космос. Командир экипажа — Павел Беляев.
- 3 февраля 1966 года: Луна-9 впервые совершила мягкую посадку на другое небесное тело — Луну.
- 16 марта 1966 года: осуществлена первая стыковка в мире. Джемини-8 пристыковался к непилотируемому искусственному спутнику. Стыковка происходила в ручном режиме.
- 21 декабря 1968 года: Аполлон-8 впервые покинул околоземную орбиту. Командир экипажа — Фрэнк Борман, на борту также были астронавты Джеймс Ловелл и Уильям Андерс.
- 16 июля 1969 года: Аполлон-11 впервые совершает посадку на Луне. 20 июля 1969 Нил Армстронг становится первым человеком, ступившим на Луну, за ним следует Базз Олдрин; Майкл Коллинз пилотирует корабль.
- 15 декабря 1970 года: Венера-7 впервые совершает посадку на другую планету — Венеру.
- 24 декабря 1979 года: первый полёт европейской ракеты-носителя Ариан-1.
- 12 апреля 1981 года: первый полёт шаттла Колумбия. Первый космический корабль многократного использования.
- 19 февраля 1986 года: запущен базовый блок космической станции Мир.
- 20 ноября 1998 года: с запуском российского модуля Заря началось строительство Международной космической станции, которая до сих пор является самым большим проектом в космонавтике.
- 15 октября 2003 года: Ян Ливэй становится первым китайцем, побывавшем в космосе, во время пилотируемого полёта Шэньчжоу-5.
- 24 октября 2007 года: Китай посылает первый свой лунный спутник — Чанъэ-1 на ракете-носителе типа Великий поход-3.
- 22 октября 2008 года: Индия реализует свою первую лунную программу, запустив спутник Чандраян-1 к Луне.

## Общие сведения
Современные ракетные двигатели работают по принципу реактивной отдачи. Аналогично пушке, которая откатывается назад, когда ядро выстреливается, ракета движется вперёд, когда выбрасывает рабочее тело. Важный показатель ракетного топлива с точки зрения привода — удельный импульс, который описывает эффективность двигателя и топлива. Чем он выше, тем лучше двигатель и топливо. Он показывает, как долго сила тяги производится с массой топлива M равная его весу. Около небесного тела как Земля, чтобы вертикально взлететь, сила тяги должна быть больше веса. До сих пор на это способны только химические и ядерные ракетные двигатели.

### Полёт

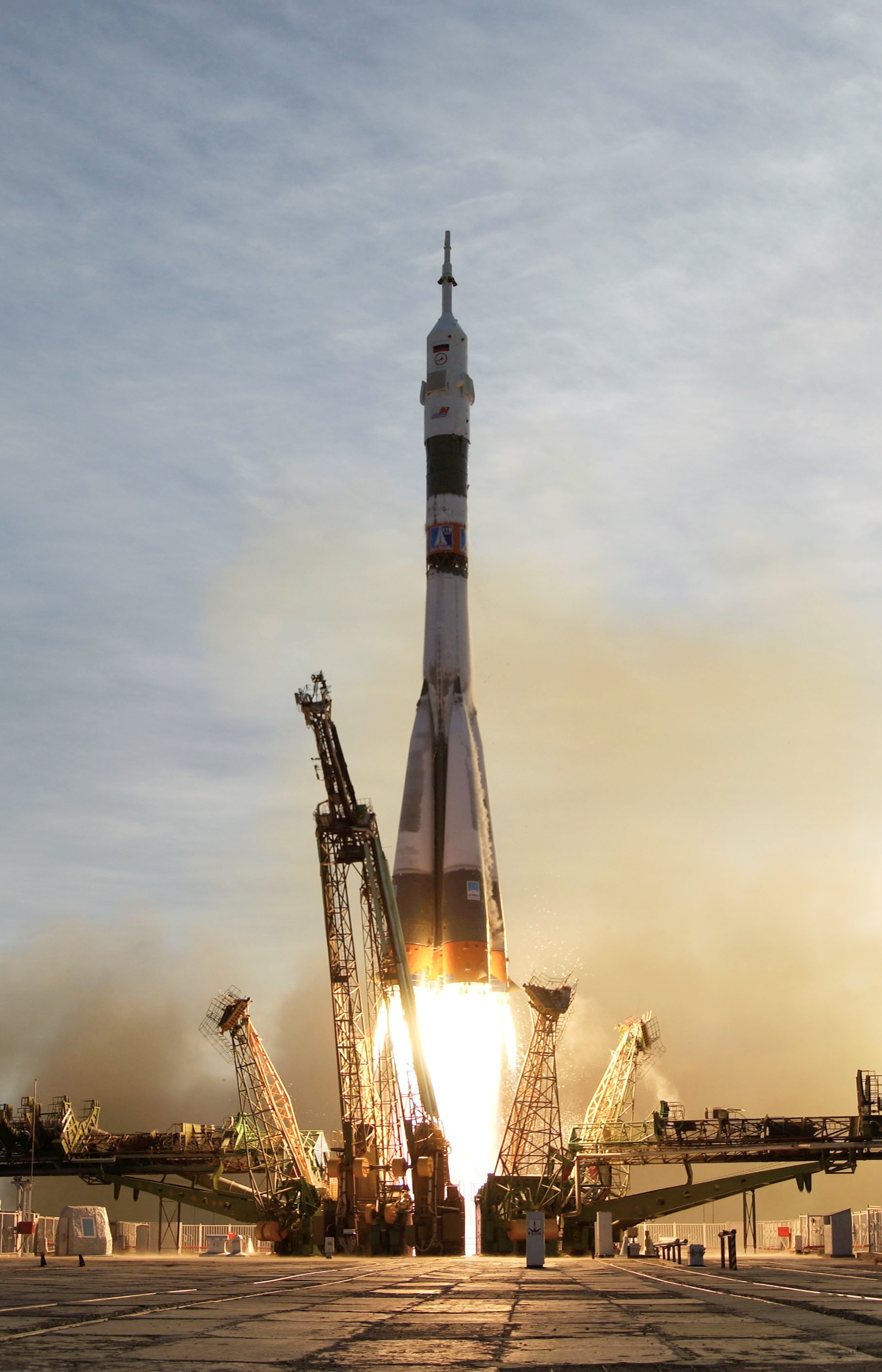
Запуск космического корабля «Союз-ТМА-5»

Различают орбитальный и суборбитальный космический полёт. Для достижения орбиты космический аппарат должен на минимальной высоте достичь первой космической скорости около 7,9 км/с в горизонтальном направлении, чтобы он стал искусственным спутником Земли. Если скорость будет меньше, то траектория станет баллистической. Чтобы достигнуть такой высокой скорости, на ракетах-носителях применяют принцип многоступенчатости. Запуск такой ракеты производится с так называемой стартовой установки.
Чтобы снизить стоимость космических полётов, пытаются разработать многоразовый транспортный космический корабль, который может стартовать и приземляться горизонтально, как самолёт. Эти так называемые орбитальные самолёты, которые используют дополнительно воздушно-реактивные двигатели для подъёма.

### В космосе
Каждый рукотворный объект, неважно космический корабль, станция или спутник, нуждаются как минимум в следующих компонентах:
- Система терморегулирования, поскольку обмен теплом в вакууме может производиться только через излучение.
- Система жизнеобеспечения, для пилотируемого аппарата или в случае наличия на борту животных.
- Система связи.
- Источник энергии.
- Защита от космических лучей.

### Спутник
Спутник в космонавтике — искусственный космический объект, который совершает полёт по эллиптической или круговой орбите вокруг небесного тела, как планета или луна, выполняя научные, коммерческие или военные цели. Спутники, которые обращаются по своей орбите вокруг небесного тела, называют орбитальными аппаратами.

### Космический аппарат
Под космическим аппаратом понимается транспортное средство, которое служит для перемещения в космосе.
Маршевый двигатель в безвоздушном пространстве является обычным ракетным двигателем. Если космический аппарат предполагает пилотирование, то на его борту обязательно должна быть система жизнеобеспечения. Для стыковки с другими КА и космическими станциями необходимо, чтобы он имел стыковочный узел.

### Орбитальная станция

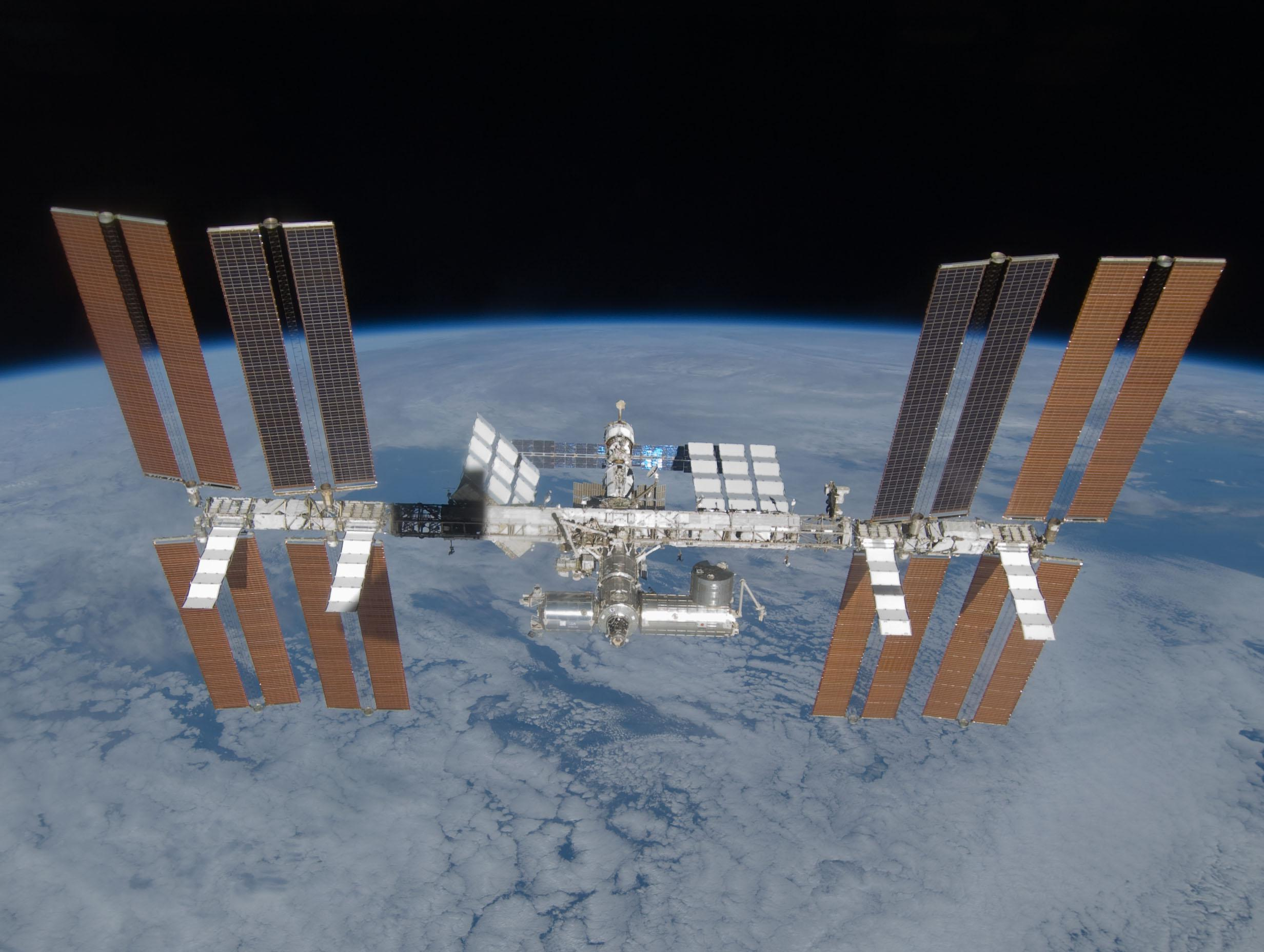
МКС в марте 2009 года

Орбитальные станции включают в себя лаборатории, модули для проживания, шлюзовые и технические отсеки. Станции требуют обеспечения топливом для подъёма их орбиты, доставки различных грузов для поддержания работоспособности станции и обеспечения нужд экипажа. Из-за высоких цен на транспортировку топлива и прочих запасов на станцию, необходимо разработать такую систему жизнеобеспечения, которая в значительной степени допускала бы автономную работу по обслуживанию станции, то есть систему с полузамкнутым (в идеале- полностью замкнутым) циклом. Особенно больших успехов удалось достигнуть в регенерации воды и воздуха. Для смены экипажей используют обычные космические корабли, для снабжения грузами, топливом и научным оборудованием используют грузовые космические корабли.

### Транспортный космический корабль
Чтобы космические станции снабжать грузами и топливом, используют космические корабли снабжения. Они могут базироваться на пилотируемой версии космических аппаратов, как, например, российский Прогресс. Другие же сделаны специально для этой цели, как японский H-II Transfer Vehicle.

### Автоматическая межпланетная станция

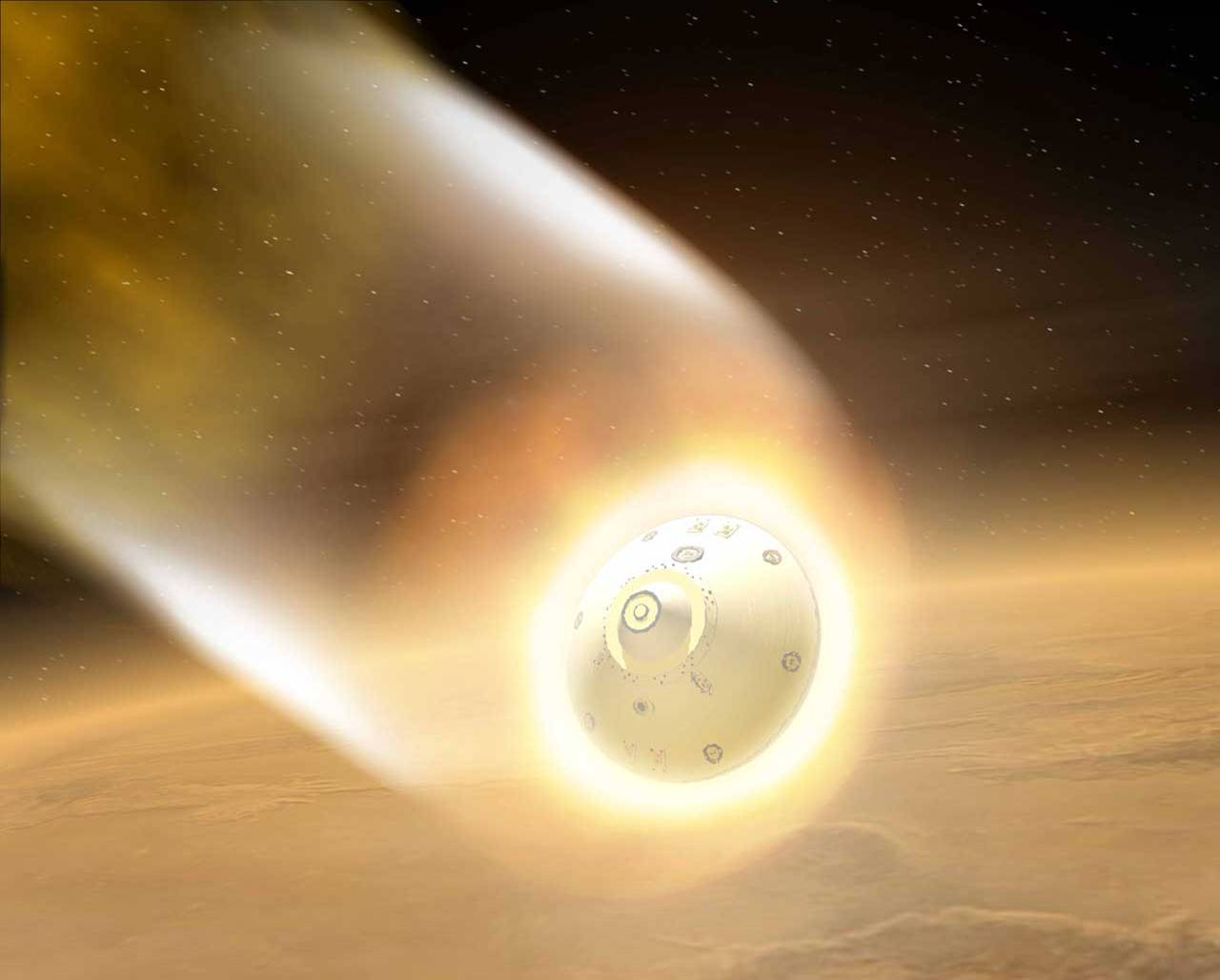
Космический аппарат входит в атмосферу Марса, рисунок

Автоматическая межпланетная станция — это автоматический летательный аппарат, который запущен в космос для исследовательских целей. В отличие от спутников, автоматические межпланетные станции (АМС) покидают орбиту Земли и улетают к удалённым целям в космосе, чтобы их изучать. Из-за часто многолетней продолжительности полёта техническое оборудование на автоматической межпланетной станции должно отвечать высоким требованиям. Тестировать компоненты и собирать станцию трудоёмко, что объясняет её высокую стоимость. Большой проблемой является в отличие от околоземных спутников являются большие расстояния по земным меркам, из-за которых сигналы управления доходят за значительное время. По этой причине она должна располагать системой, которая в некоторой степени независима от наземной станции. В зависимости от задачи АМС делятся на:
- Орбитальные аппараты — Космические аппараты, которые вращаются по орбите вокруг небесного тела.
- Посадочные модули — зонды, которые высаживаются на небесное тело. Здесь они делятся ещё на несколько видов:
  - Гидробот — зонд, который самостоятельно может разведывать водные глубины.
  - Криобот — зонд, который расплавляет лёд, чтобы разведывать нижележащие слои.
  - Пенетратор — космический аппарат, который без торможения входит в исследуемое небесное тело на несколько метров в глубину.
  - Планетоход — мобильное посадочное устройство, которым можно разведывать бо́льшие регионы.

### Посадка
При вхождении космического аппарата или автоматической межпланетной станции в атмосферу небесного тела, происходит торможение. При этом из-за трения, температура обшивки аппарата поднимается выше 1000 °C. У капсулы космического корабля применяется абляционная защита, у многоразового транспортного космического корабля, такого типа, как Спейс Шаттл или «Буран», используют термоизоляционное покрытие в виде пористых плиток. Если атмосфера отсутствует то торможение осуществляется ракетными двигателями, работающими навстречу движению аппарата, например при посадке на Луну. Посадка осуществляется либо вертикально с работающими двигателями, либо горизонтально.

## Космические страны
Под космической страной понимается, государство, которое отправляло свои спутники на своих ракетах-носителях. Кроме того здесь представлены страны, которые работают над проектами своих ракет-носителей, но до сих пор они не были удачными (например, Бразилия).

### СССР и Россия
Советская космонавтика достигла первых успехов в конце 1950-х начале 1960-х: запуск первого искусственного спутника под названием «Спутник-1» в 1957 году и первый пилотируемый полёт, на «Востоке-1» в 1961 году.
Однако, советская лунная программа потерпела неудачу, и после высадки американцев на Луну СССР сконцентрировался на создании космических станций на околоземной орбите и долгосрочном пребывании человека в космосе. Собственным многоразовым транспортным космическим кораблём должен был стать «Буран», но программа была прекращена после единственного автоматического тестового полёта.
После распада СССР Россия также принадлежит к ведущим космическим странам. В составе экипажа МКС всегда присутствует по крайней мере один российский космонавт, а космические корабли «Союз», как и транспортёр «Прогресс» необходимы при эксплуатации МКС.
Россия занимала лидирующую позицию по количеству запусков в год. Но доля на международном рынке космических услуг (по состоянию на 2011 год) составляла всего 0,5 % от общемирового.

### США
История космонавтики США началась под давлением «Космической гонки» с официально подписанным актом «National Aeronautics and Space Act» президентом Дуайтом Эйзенхауэром 29 июля 1958 года, который предвидел образование НАСА. Новое ведомство начало свою работу 1 октября 1958 года. В то время оно состояло из 4 лабораторий и около 8 тыс. сотрудников.

### Бразилия
Бразилия также пытается «закрепиться» в космосе. До сих пор это удавалось с небольшим успехом. В 1997 году вскоре после старта в Атлантический океан упала первая бразильская ракета-носитель VLS-1.
В 1999 году произошло крушение ракеты, а 23 августа 2003 года взрыв ракеты на базе в Алкантаре, который унёс 21 человеческую жизнь.

### Китай
Китай очень давно усиленно развивает свою космонавтику. 15 октября 2003 года отправился в космос первый тайконавт на ракете-носителе серии «Шэньчжоу». Таким образом Китай стал третьей страной после России и США, которая осуществила пилотируемый космический полёт.
Произведёны автоматические полёты на Луну (2013 и 2014 гг.); первый запуск автоматического лунного зонда с названием Чанъэ-1 состоялся в октябре 2007 года.
Запланирован пилотируемый полёт на Луну, в срок до 2024 года.
Запланировано создание своей космической станции: в 2011 году запущена орбитальная лаборатория «Тяньгун-1» (первый этап создания китайских пилотируемых орбитальных станций); далее осуществлён запуск космической лаборатории «Тяньгун-2» (2016 год) и намечался, не позднее 2017 года, запуск космической станции «Тяньгун-3» (далее, около 2020 года на базе «Тяньгун-3» планировалось начать строительство третьей в мире (после советского «Мир» и МКС) многомодульной постоянно пилотируемой орбитальной станции со сроком службы 10 лет); однако, в апреле 2016 года было сообщено что запуск модуля был отменён ради экономии денежных средств и времени для начала строительства Китайской модульной космической станции.

### Европа
Европа заняла господствующее положение на рынке запусков коммерческих спутников в космос с семейством ракет Ариан, после того как раньше в 1960-е и 1970-е развитие своей ракеты-носителя осталось безуспешным. После того как ESA в 1980-е очень тесно работало с США, например в проекте «Спейслэб», появились также другие возможности для сотрудничества после падения Железного занавеса. Первым шагом стало посещение европейскими космонавтами космической станции Мир.
В строительстве и эксплуатации Международной космической станции (МКС) Европа принимает участие со своими разработанными элементами. «Коламбус» — научная лаборатория, которая была установлена 11 февраля 2008 года. ATV, полностью автоматический грузовой космический корабль, запускается ракетой-носителем Ариан-5 и пристыковывается к МКС; его главная задача — транспортировка ракетного топлива, воды, научного оборудования и других предметов снабжения. При последующей отправке отходов жизнедеятельности ATV сгорает в земной атмосфере, гружённый мусором с МКС.

### Индия
Индия также усиливает свою космическую активность и может уже похвастаться несколькими спутниками и ракетами-носителями (ASLV, PSLV, GSLV с техникой из программы Ариан-4), сделанными в собственной стране. Первый успешный запуск спутника Индия осуществила 18 июля 1980 года. В 2007 году было заявлено о собственном лунном спутнике. 22 октября 2008 года Индия запустила свой лунный спутник «Чандраян-1». Здесь сыграло свою роль и международное сотрудничество, прежде всего с США. Так в автоматическом лунном полёте использовались два американских инструмента: радар для трёхмерной картографии лунной поверхности и система поиска полезных ископаемых.
Главная движущая сила индийской космонавтики — нынешний президент Абдул Калам. Он был ранее ответственен за развитие ракетной и космической программ, и наряду с Викрамом Сарабхаем (англ. Vikram Sarabhai}) его называют отцом индийской космонавтики. Однако в июле 2006 года космонавтика Индии потерпела неудачу: ракета-носитель Агни-3 при испытаниях отклонилась от курса и упала в Бенгальский залив.

### Иран
2 февраля 2009 года Ирану удалось вывести в космос свой первый спутник, «Омид». Спутник согласно иранским задачам делал 15 оборотов вокруг Земли ежедневно и передавал параметры своей орбиты. Позже Иран заявил, что запущенный спутник полностью выполнил свои задачи и не столкнулся с какими-либо техническими проблемами.

### Израиль
Израиль в 1988 году произвёл первый успешный запуск своей ракеты-носителя Шавит. Далее последовали запуски Офек—спутников в качестве полезного нагрузки.

### Япония
В Японии тоже разрабатываются свои ракеты-носители, спутники и автоматические межпланетные станции. Помимо этого Япония участвует в МКС с запуском модуля Кибо. Однако призрачно направленная «космическая» политика до сих пор не могла применяться в полном объёме на практике; постоянные неудачи и финансовые проблемы приводили к замедлениям, хотя население, в отличие от европейцев, относится к этому более заинтересовано.

### Южная Корея
С 2002 года Южная Корея планировала на базе исследовательской высотной ракеты построить собственную ракету-носитель с обозначением «KSLV-1», чтобы выводить маленькие до 100 кг спутники в космос. Но южнокорейское правительство решило, что Южная Корея до 2015 года должна принадлежать к десяти ведущим космическим нациям. Чтобы осуществить амбициозные планы, KSLV-программа была ограничена. После этого в конце 2004 года российскому предприятию ГКНПЦ имени М. В. Хруничева была поручена разработка первой ступени KSLV-1, которая должна базироваться на намного большей Ангаре.
Первый запуск KSLV-1 состоялся 25 августа 2009 года.
Южная Корея хочет вести разработку дальше, чтобы построить более мощные последующие модели KSLV-2 и KSLV-3.
Кроме того, строится новый космодром.

## Коммерческая и частная космонавтика
Первая область космонавтики, которая стала пригодна для коммерциализации, были спутниковая связь и DTH. Первым экспериментальным спутником связи был военный SCORE. Первым гражданским спутником связи был пассивный Эхо, а первым активным — Телстар. Пассивные спутники связи оказались непригодны для коммерческого использования. У Телстар оказалась низкая орбита, что делало нерациональным его использование. Поэтому системы на низких орбитах на западе заменялись геостационарными спутниками. Первым работающим, ещё экспериментальным, был Syncom 2.
Затем была основана спутниковая фирма Интелсат (Intelsat) телекоммуникационными фирмами и властями западного мира для коммерческого использования спутников связи. В США в последующие годы возникли полсностью частные спутниковые фирмы. В Европе так же в некоторых странах государственными управлениями телекоммуникационной связью организовали системы спутниковой связи, которые позже прекратили работу или были переданы в частную собственность. Государственное спутниковое телевидение в Европе никогда не могло правильно развиться, так как с самого начала доминировала частаная Астра-система. После приватизации Интелсата спутниками связи государственные организации занимаются всё ещё в исключительных случаях, например, военными спутниками связи или экспериментальными. Также большинство услуг по запуску спутников предлагают и частные фирмы. Но использованные ими ракеты-носители разрабатываются всё же с денег налогов организаций космической отрасли, или развитие субсидируется. Полностью частно финансируемых ракет-носителей очень мало. Большинство ещё находится в стадии планирования или разработки.
- 21 июня 2004 года впервые достиг границы космоса в 100 км пилотируемый летательный аппарат полностью профинансированный негосударственными организациями, не выходя на орбиту вокруг Земли[21]. В июле 2005 года разработчик Бёрт Рутан основал свою собственную космическую компанию; с 2009 года компания Virgin Galactic должна была предлагать суборбитальные полёты за 200 000 $.
- 28 сентября 2008 года РН Фалькон в 1-й раз успешно вынес на 700-километровую орбиту полезный груз в 165 кг. Таким образом первая частная ракета-носитель стала жидкотопливной. Ракету разрабатывает и эксплуатирует SpaceX.
- 30 ноября 2009 года осуществился первый успешный запуск Atea-1 новозеландской фирмы Rocket Lab. Она должна была достигнуть высоты 120 км[22].

## Будущее развитие

### Несущая система
Совмещённый воздушный и космический аппарат или космический лифт должны уменьшить расходы на запуски и дать большую экономическую выгоду. Благодаря нанотехнологиям получилось сделать ракетный двигатель из нового сырья, которое есть в больших количествах (вода, алюминий), что делает возможным полёт со сравнительно безвредными выбросами. По представлению Ойгена Зенгера, сверхинженерно-технические возможности имеет фотонный двигатель, с помощью которого можно было бы достичь других звёзд и галактик.

### Исследования
Поиск жизни вне пределов Земли в последние годы всё больше в центре внимания, но дальше изучения основ дело не пойдёт, к примеру, с помощью телескопа «Джеймс Вебб» или Laser Interferometer Space Antenna.

### Высадка на Марс
НАСА планирует уже после 2030 года отправить людей на Марс. При этом стоимость и сложность несравненно больше, чем при лунном полёте.

### Освоение

#### Космический туризм
В качестве космического туризма понимается развлекательное или обучающее путешествие по суборбитальной или околоземной орбите. Цели в настоящее время — околоземная орбита и полёты к МКС для посещения. Американская компания Space Adventures собирается в сотрудничестве с Россией в будущем предлагать полёты вокруг Луны.
С 2012 года Virgin Galactic планировала предлагать суборбитальные коммерческие полёты за 200 000 $.

#### Лунная база
В настоящее время НАСА разрабатывает семейство ракет-носителей Арес. Цель — снова высадиться на Луне. Вместо коротких полётов в этот раз должна быть построена лунная база. Таким образом должны быть открыты новые исследовательские направления.

#### Космический отель
Наиболее близкий к реализации проект принадлежит компании Бигелоу Аэроспейс, которую основал в 1999 году владелец отеля и агент по недвижимости Роберт Бигелоу.
12 июня 2006 года Россией был запущен один из первых экспериментальных спутников Бигелоу Аэроспейс под названием Genesis-1, который должен опробовать технологию.
28 июня 2007 года был произведён запуск Genesis-2 на ракете-носителе Днепр после нескольких переносов. Идея заключается в том, чтобы в космос перенести жилой модуль с надувной оболочкой. При этом идёт речь о технологии, которую первоначально разрабатывает НАСА. После разработки Р. Бигелоу купил патент на эту технологию.

#### Добыча сырья
Многие астероиды содержат такие металлы, как платина, железо или никель. Луна также имеет запасы элемента гелий-3 пригодного для управляемого термоядерного синтеза. Учитывая уменьшение земных ресурсов, добывать сырьё могло бы иметь смысл на других небесных телах.

#### Колонизация космоса

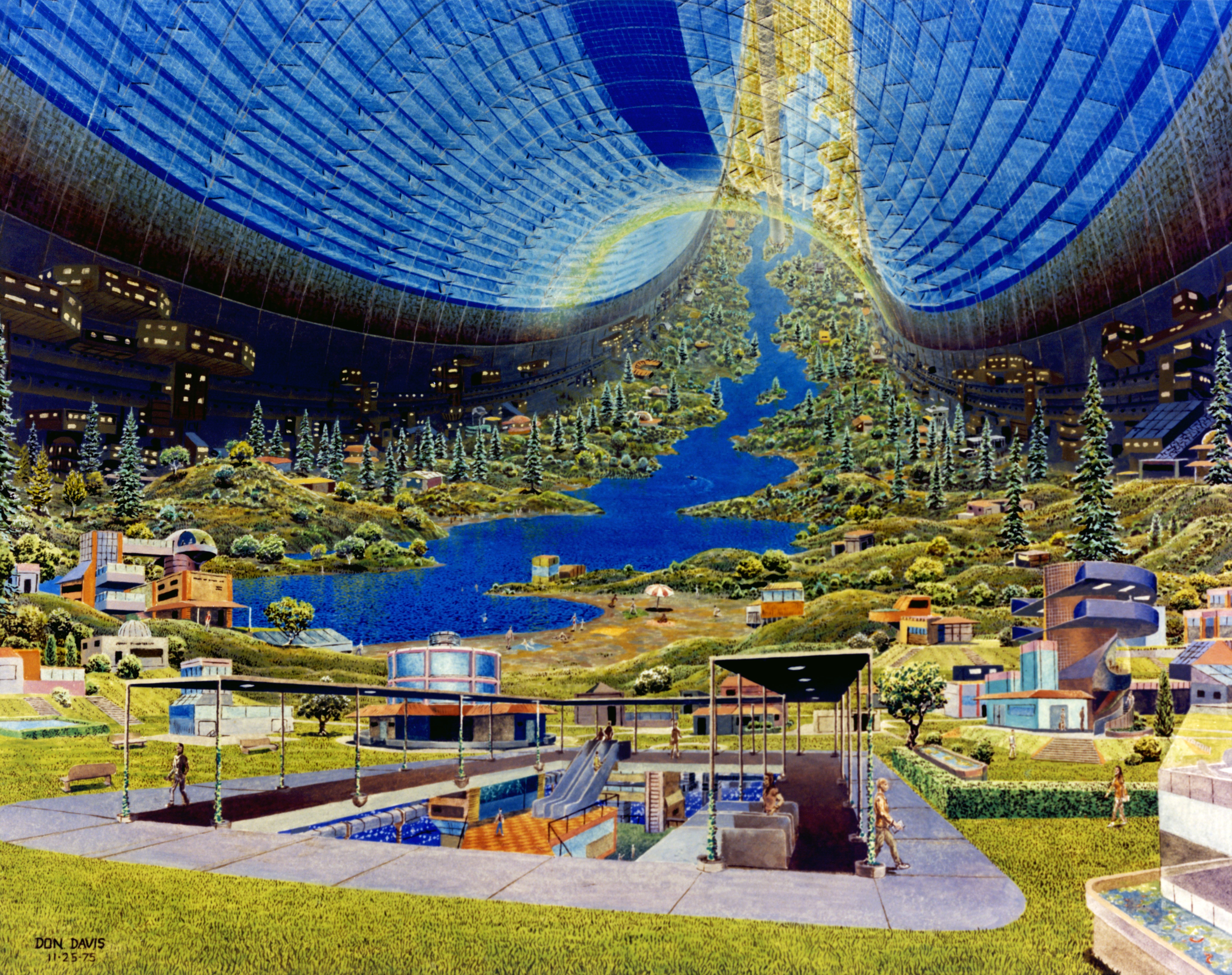
Стэнфордский тор изнутри

Колонизация космоса — концепция обитания людей вне пределов Земли. Это большая тема для научной фантастики, а также в долгосрочной перспективе для различных национальных космических программ. Такие колонии могли бы достигать поверхности планет и лун или глубин астероидов. Можно также построить большое колесо или трубу в космосе, вращением которых создать искусственную силу притяжения.

## Космические агентства

### Европа
- Германский центр авиации и космонавтики
- Европейское космическое агентство
- Совет Европейского космического агентства (регулирует совместную работу ESA и Евросоюза)
- Национальный центр космических исследований
- Итальянское космическое агентство
- Федеральное космическое агентство
- Национальное космическое агентство Украины

### Мировые
- Национальная комиссия по космической деятельности
- Национальный институт космических исследований
- Китайское национальное космическое управление
- Индийская организация космических исследований
- Иранское космическое агентство
- Израильское космическое агентство
- Японское агентство аэрокосмических исследований
- Канадское космическое агентство
- Корейский авиационно-космический научно-исследовательский институт
- Малайзийское национальное космическое агентство
- Национальное управление США по аэронавтике и исследованию космического пространства